# 梅花亭
梅花亭（ばいかてい）は、和菓子を生産・販売する日本の製菓業者の屋号である。
現在の企業ごとに区分けると、東京・新川の有限会社梅花亭中村、柳橋の有限会社梅花亭、神楽坂の合資会社梅花亭となる。本項では企業名が重複する柳橋と神楽坂の2社については、地名にて表記する。なお、柳橋の梅花亭は、梅花亭中村から、神楽坂の梅花亭は柳橋梅花亭からそれぞれのれん分けされた別企業である。これらのルーツとなる「梅花亭森田」の創業は文化年間で、銅鑼焼きや亜墨利加饅頭、切山椒などの人気商品を生み出した。

## 梅花亭森田
梅花亭森田は、文化年間の創業であり、回向院の墓銘によると、元禄2年の時点では御金御用だったとされる。元々は、江戸時代に札差をしていた初代が徳川家康に付いて美濃国から江戸に入府した。慶応年間の番付には名家と記されている。その後、森田家8代目で和菓子に転じ、当主の森田清兵衛は、嘉永3年（1850年）に大伝馬町に店を構えた。
清兵衛は、蘭学者の宇田川興斎から西洋人が焼き菓子を好んで食べているという話を聞き「亜墨利加饅頭（アメリカまんじゅう）」を創案した。饅頭は蒸して作られるものとされていた当時、白餡を薄皮で包んだ饅頭をパン窯で焼いたのが始まりとされる。饅頭を焼くための窯は、外国船が来航したの際に入手するなどして完成させたものだ。1853年（嘉永6年）に発売されたが、黒船来航の直後だったこともあり、話題を呼んだ。特徴は、饅頭を焼いた表面にはクルミの実を乗せ、卵黄を縫って焼き上げた皮、しっとりとして柔らかく仕上げられている。また、亜墨利加饅頭は後世のクリマンジュウの元祖・原形ともいわれる。
「銅鑼焼き」は、明治時代初期に作られた。銅鑼焼きは、餡に天ぷらの衣をつけ、皮は片面だけを鉄板の上で広げて焼き、銅鑼の形に焼き上げるというものであった。現代におけるどら焼きとは形式が異なり、そちらは東京上野の「うさぎ屋」で販売された編笠焼が始まりとされる。梅花亭中村で復活した際、現代のどら焼きを連想した客は「どこに餡が入っているのか」と尋ねる客もいたという。
創案は、2代目店主の8代目森田清兵衛が、川を行く船に乗った銅鑼を見て丸い銅鑼焼きを思いついたとものだと伝わっている。これについて、中山幸雄は「東京近郊でこの時代走っていた銅鑼がついた船、と言ったらそれはほぼ間違いなく徳川家が所有していた『江戸幕府御座船』である」と分析した。また、銅鑼焼きには、卵を一切使用しなかった。もともと、銅鑼は仏教の楽器であり、銅鑼焼きは仏事用の菓子として考案されたからである。その代用として、カステラの耳や瓦煎餅の破片、饅頭の皮を水につけておき、フルイにかけて種の中に入れていた。この銅鑼焼きは、明治・大正時代に全盛期を迎え、歌舞伎の名代がそのファンであった。「銅鑼焼き」以外にも2代目店主は「切山椒」の創製者ともいわれている。べったら市の開催日に切山椒を売り出して好評だったという。また、久保田万太郎は、「いまもむかしの梅花亭とや おもひでの切山椒の東風のいろ みかへればすなはちやさし春の月」と句を残している。
銅鑼焼きの姉妹商品として「三笠山」が明治中期に8代目清兵衛によって創案された。その名前は、常連客だった九代目市川團十郞が名付け親で、團十郎が「まるで奈良の三笠山の山焼きの姿。こんがり焼きあがった皮の中の鮮やかな緑の餡は、土の中で春を待つ若芽を思わせる」と発言したことがその由来である。特徴は、皮が薄いのにもかかわらず弾力がある。餡は甘さ控えめで、エンドウを使う、うぐいす餡であることが特徴である。三笠山に使われる餡の甘さや歯触りは小倉あんと差はないが、明治当時の餡は小倉一辺倒の時代で、店主や職長であった中村市太郎が長年の研究の結果で作り上げたものである。当時、エンドウが大豊作だったことや、豆の持つ風味とあの若草色を菓子にしたいという思いからもあった。明治時代の発売当初は、築地・人形町・小伝馬町・大伝馬町にある約1,000本の電柱を使い、大規模な宣伝広告を行った。しかし、廃業後の1948年（昭和23年）には他店に商標登録をされてしまった。
現代における、柳橋梅花亭での三笠山の仕込みは、餡を午前7時に炊いてさらすことから始まる。餡と砂糖の配分は、餡が10キログラムに対して、砂糖7.5キログラム。皮は薄力粉が100に対して、卵と砂糖がそれぞれ110の割合で作っていく。三笠山を焼くのは代々職長の仕事とされ、一度に焼けるのは8個。この作業は、一寸熟練を要する作業とされ、なかなか焼き色がそろわないという。銅製の三笠山用の型を用いて、甘めの生地をこんがり焼き、うぐいす餡を載せて蓋をする。ただ、加熱しすぎると緑色の鮮やかさが消えてしまう。その焼き方はたい焼きの要領である。
戦後、11代目清兵衛が高齢となったことや、12代目森田清次郎の経営が思わしくなかったこともあり、梅花亭中村の3代目中村達三郎は、10代目の森田清の職長であった祖父の市太郎からの恩返しのつもりで11代目夫婦を引き取り世話をした。
1951年に「東都のれん会」が設立されるにあたって、世話人が梅花亭中村を来訪したが、梅花亭の本店は森田（橘町、その後の村松町・東日本橋）の店だとして断ったが、その後に訪れた森田清次郎からは「両親（梅花亭森田の11代目）が霊岸島（梅花亭中村）にいるからそちらが本店」と言って断られ、また、11代目からのれんを継いでくれとの話もあり、梅花亭中村が加入することとなった。その後、梅花亭森田は、清次郎が早逝したこともあり、戦後廃業してしまった。とはいえ、当時の梅花亭が取り上げられた小説や随筆は多く、その著者は三田村鳶魚、平山蘆江、笹川臨風、木村荘八、宮田重雄、舟橋聖一、中村汀女などがあげられる。

## 梅花亭中村
新川にある「梅花亭中村」は、森田家10代目の森田清の職長であった中村市太郎が開いたもので、1898年（明治31年）頃に神田豊島町で開店し、1902年（明治35年）に霊岸島へ移転した。移転の理由は、霊岸島には赤穂義士の堀部安兵衛が住み、叔父の仇を討ったことにより、勇名を馳せたことから、出世長屋といわれたことからである。市太郎は安兵衛浪宅の前を選んで、店を構えた。
市太郎は、長女の婿である国平に店を継がせた。2代目国平は、新潟県六日市の名主の末子で、菓子作りの名人だったが、1956年（昭和31年）に80歳あまりで他界した。次男には柳橋の梅花亭を与え、次女を加賀定（河野光学レンズ）へ嫁がせた。
3代目の達三郎（明治37年：1904年生まれ）は、技術研究に熱心で、菓子の歴史や文献の収集家でもあった。また、1915年（大正4年）に洋菓子の製作を始めたほか、途絶えていた亜墨利加饅頭の江戸以来の製法を復活させ、時代に合うようにアレンジした。それ以外にも、達三郎は、1951年（昭和26年）に「佛蘭西饅頭（フランスまんじゅう）」を作り上げた。達三郎が、洋菓子の技術を生かして作った商品であり、ビスケット風の生地でこしあんを包み、その上からメレンゲ、オレンジピール、サクランボの載せて焼いた。包み紙の文字も達三郎のものである。また、1998年には古書で存在を知ったある雑誌社からの注文で、店に残っていた資料などを調べて「銅鑼焼き」を復活させた。
店舗は、中央区新川、小伝馬、深川に計3店舗ある。達三郎が美術にも造詣が深かったことから、新川の店内には、木村荘八による書が、また店先には、円覚寺の住職である朝比奈宗源によって書かれた看板、宮田重雄が書いたのれんがかけられている。1950年ごろから、店の意匠は、梅の花の中に「亭」の草體が入れられている。「切山椒」と「喜利羊肝」（粟むし羊かん）は、べったら市の開催日のみ販売されている。

## 柳橋と神楽坂の梅花亭
中村市太郎の次男から始まった柳橋の梅花亭は、三笠山、三色梅最中や小福餅などを販売している。もともと平井にあったが、その後柳橋に移転した。銅鑼焼きは製造していないが、和菓子や逸品会の進物菓子は、花柳界で土産物として使われていた。その顧客には、幸田文や大隈重信もいたという。それ以外にも、三越百貨店や紅葉館などがあった。中でも大隈邸には、毎日のように箱車で通い、三越百貨店に卸す量と同量を納品していた。ただ大隈が買うのは、いつも乾いた菓子ばかりで、三笠山は一度も買ってくれたことはなかったという。
代々の職長は新潟県浦佐の出身であった。神楽坂の梅花亭を創業した井上松蔵（1910年生まれ）もその一人で、上京後、さまざまな職を巡って、柳橋梅花亭に行きついた。戦時色が強くなる中、配給だけでは和菓子の生産は不可能な状況となってきたこともあり、松蔵は秩父で原材料の砂糖や小豆を仕入れ、飯能にあった疎開先の自宅で和菓子を作り、それを柳橋で販売するという方法で経営をつないでいた。それが認められ、血縁以外でのれん分けを許された。のれん分けを許された松蔵は、亀戸で創業したが、当時は水害が多く、とても食品を扱える環境ではなかったことから、1935年（昭和10年）に西新宿十二社に店を構えた。しかし松蔵は徴兵され、終戦後も1年半はシベリアで拘留、炭鉱での強制労働を課された。当時、シベリアで「もう一度、母が作るかき餅が食べたい。無事に戻れたら、かき餅のような和菓子を作りたい」と思っていた。
帰国後、松蔵は池袋で再び店を開いた。開店にあたって、柳橋梅花亭の主人から、資金面などを含めて支援をしてもらい、松蔵は大いに喜んだ。そして、戦時中の思いが実り、誕生したのが「鮎の天ぷら最中」である。魚野川のアユをイメージし、皮を香ばしく仕上げた。松蔵の息子である2代目は、39歳で逝去してしまったが、弟の正男が3代目を継いだ。その後、4代目として2代目店主の息子である豪が就いた。
池袋では、川越街道と明治通りが交わる場所に店を構え、約60年間営業したが、池袋地区の再開発が進むこととなり、有楽町に移転、その後2004年（平成16年）に神楽坂へ移転した。
現在販売されている「浮き雲」は豪の「雲を食べてみたい」という発想が商品となった。この菓子について、古今亭菊之丞は「ふわふわ〜っとしておいしくてねぇ。いっとき、手みやげっていうと、わざわざ神楽坂に寄って、買っていくなんてこと、よくありましたよ（笑）」と述べている。豪は、2014年（平成26年）に全国和菓子協会から第8回「優秀和菓子職」として認定された。菓子職部門PORTA神楽坂にも出店し、2店舗で営業している。